# 奧爾莫克灣戰役
奧爾莫克灣戰役是日本帝國與美國在1944年11月11日至12月21日於菲律賓的卡莫特斯海一帶爆發的一系列海上及空中戰役，是第二次世界大戰太平洋戰爭中雷伊泰島戰役之一部分，戰役爆發的原因是日本軍隊向在雷伊泰島的守軍增援和補給，而美國軍隊嘗試進行阻截。

## 背景
當1944年中奪得在西太平洋的制海權後，美國及同盟國在10月份進攻菲律賓，於1944年10月20日在菲律賓東部的雷伊泰灣實施登陸，防守雷伊泰島的共有大約20,000名日軍；美國將軍道格拉斯·麥克阿瑟認為攻佔雷伊泰島只是奪取其主要目標呂宋島的前奏；對日本來說，控制菲律賓群島非常重要，因為失去雷伊泰島將使盟國切斷其從婆羅洲延伸的石油補給線。
日本帝國海軍對這次進攻的反應是派出聯合艦隊從10月23日至10月26日發起雷伊泰灣海戰，在這次大型海戰中，日本海軍作為一支戰略性力量被擊潰，但是，當時日本方面並不立即認識這點。相反的，10月初的台灣沖航空戰與雷伊泰灣海戰中，日方認定一共擊沉7艘美國航空母艦（實際上只擊沉輕型航空母艦普林斯頓號與護航航空母艦甘比亞灣號號），再加上日本南方軍指揮官寺內壽一元帥相信美國海軍已遭受相當嚴重的損失，而盟軍的地面部隊難以防守，因此寺內強迫菲律賓方面的第14方面軍司令官山下奉文陸軍大將對雷伊泰島的守軍提供補給及增援。山下在台灣空戰後，已經根據參謀判斷與俘獲美軍飛行員證詞發現美國海軍幾乎毫髮無損，在美軍海空戰力威脅下，幾乎不可能讓船團平安航渡馬尼拉到雷伊泰島的730公里航程，表達反對的態度，但最終仍被上級的寺內強行要求而屈服，決定立案進行雷伊泰島增援運補作戰，作戰行動代號為「多號作戰」。
在整個戰役中，日本陸海軍對該島組織了10次運輸作戰行動，運送第1與第26師團的全部兵力，以及第8、第30及第102師團的部分兵力，合計共34,000人，前往雷伊泰島西側，目的地為奥尔莫克湾頂部的奧爾莫克。
盟軍透過密碼破譯，了解日本的船隻往雷伊泰島方面集中，但他們最初以為日軍準備撤退，但是，從11月第1個星期開始整個局面變得很清楚，而盟軍亦開始阻擊護航行動。

## 行動

### 多號第3、4次作戰

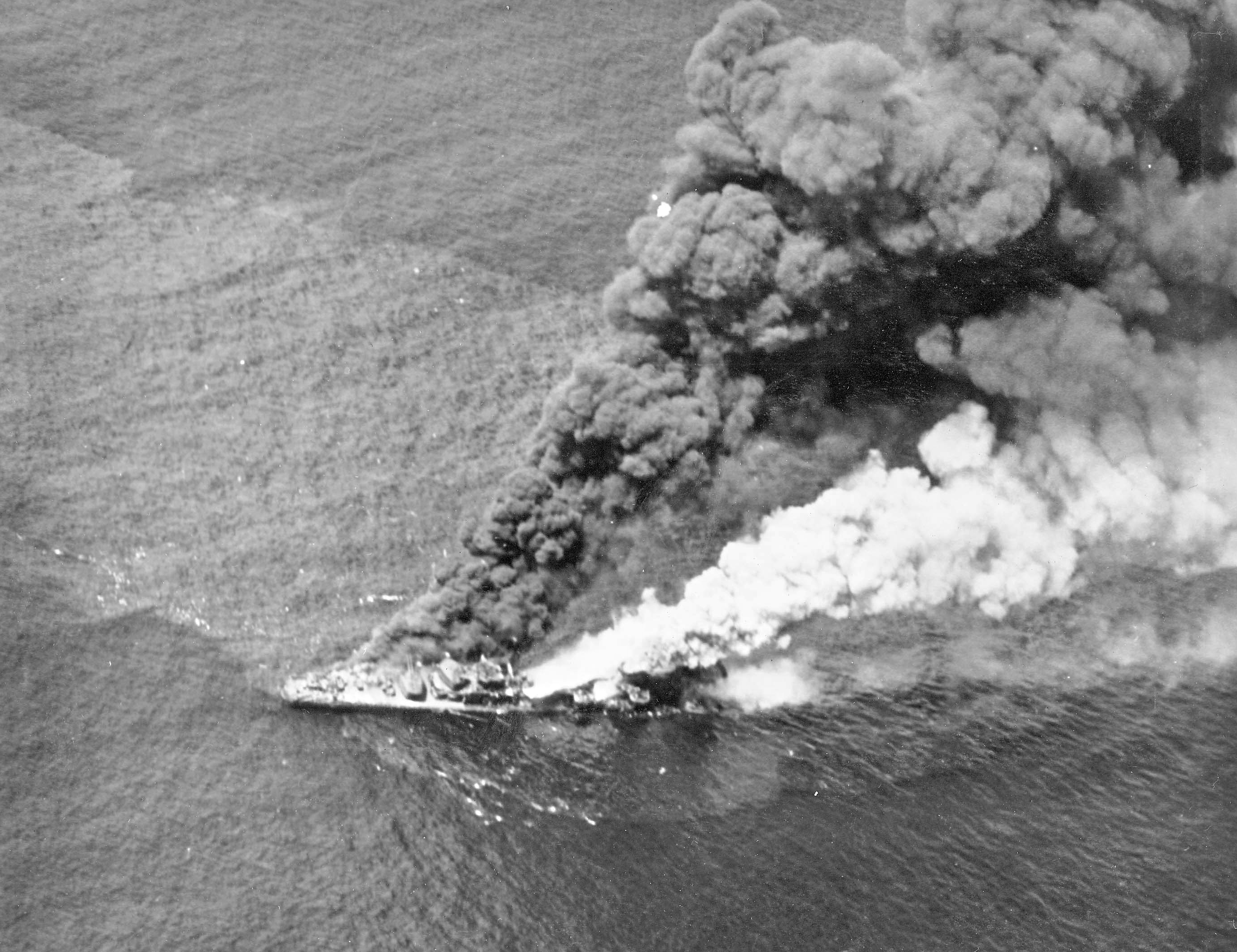
被擊沉前的若月號驅逐艦

11月8日及9日，日軍從馬尼拉派出兩支運輸艦隊前往奧爾莫克灣，這兩支運輸艦隊之間杷隔一天航程為了驅逐艦群為第一支運輸艦隊護航後能回程為第二支運輸艦隊護航，但是，兩支運輸艦隊均被美國海軍第3艦隊的艦載機發現，第3艦隊司令威廉·哈爾西海軍上將在11月11日命令第38特混艦隊上的350架飛機對日本兩支運輸艦隊發起攻擊。
4艘驅逐艦 — 島風號、若月號、濱波號、長波號 — 及5艘運輸艦被擊沉，早川干夫海軍少將與島風號一同沉入海底。

### 多號第5次作戰
運輸艦隊TA-5在11月23日離開馬尼拉前往卡塔英岩港及巴蘭坎港，6艘運輸艦中，有5艘被炸沉。

### 美軍驅逐艦佈下水雷
11月底的惡劣天氣令空中欄截成效不大，因此美國海軍開始派遣驅逐艦進入奧爾莫克灣，卡尼高水道被美軍追擊號及復仇號佈雷艦佈下水雷，而美國海軍第22驅逐艦中隊的4艘驅逐艦在羅伯特·史密夫的指揮下 (瓦勒號、普林格爾號、倫肖號及索夫利號)進入海灣，它們在這裡炮轟在奧爾莫克的碼頭。
一架盟軍偵察機對艦隊發出信息，表示有一艘日軍潛艇正在巴西汉岛南面迎面而來 (I-46)及駛往奧爾莫克灣，艦隊駛往南面迎擊；11月28日凌晨1時27分，瓦勒號驅逐艦的雷達發現目標正在庞森岛海岸，瓦勒號的首輪攻擊令該潛艇失去作戰能力，及不能下潛，I-46只能利用其艦炮還擊直至在凌晨1時45分沉沒。

### 多號第6次作戰
3艘護衛艦敁航2艘運輸艦在11月27日離開馬尼拉，它們在11月28日晚在奧爾莫克灣被美軍魚雷快艇攻擊，而生還者在離艦又遭到空中攻擊，所有5艘艦艇全部被擊沉。
另一艘美軍驅逐艦在11月29日晚至30日佈雷時接到情報附近有一支日軍護航艦隊，經搜索後只發現數艘已被破壞的小型駁船。

### 多號第7次作戰
一支擁有3艘運輸艦的艦隊在由山下雅倫少將指揮的驅逐艦竹號及桑號的護航下在12月1日離開馬尼拉，另有兩組潛艇一同參與此行動。
它們在12月3日凌晨0時09分在奧爾莫克灣碼頭泊岸時遭到美軍第120驅逐艦中隊的攻擊（艾倫·薩姆納號、庫珀號及莫爾號驅逐艦）。
美軍軍艦在這些運輸艦卸下時把其擊沉，但被銀河轟炸機、海岸火炮、港灣中的潛艇及日軍驅逐艦的猛烈攻擊，桑號驅逐艦被擊沉及山下雅倫陣亡，竹號驅逐艦使用魚雷攻擊美軍庫珀號驅逐艦及在遭到數處損傷下撤離， 庫珀號在0時15分被擊沉及損失了191名兵員(其中168名水手在12月4日被卡塔林納式水上飛機從水面救起)，0時33分，2艘剩下來的美軍驅逐艦被命令撤出奧爾莫克灣，這部分的奧爾莫克灣戰役被記載在歷史中是因為在戰爭中唯一敵軍使用了各種不同的武器：艦上火炮、空中攻擊、潛艇攻擊、海岸火炮及水雷。

### 美軍在奧爾莫克灣登陸

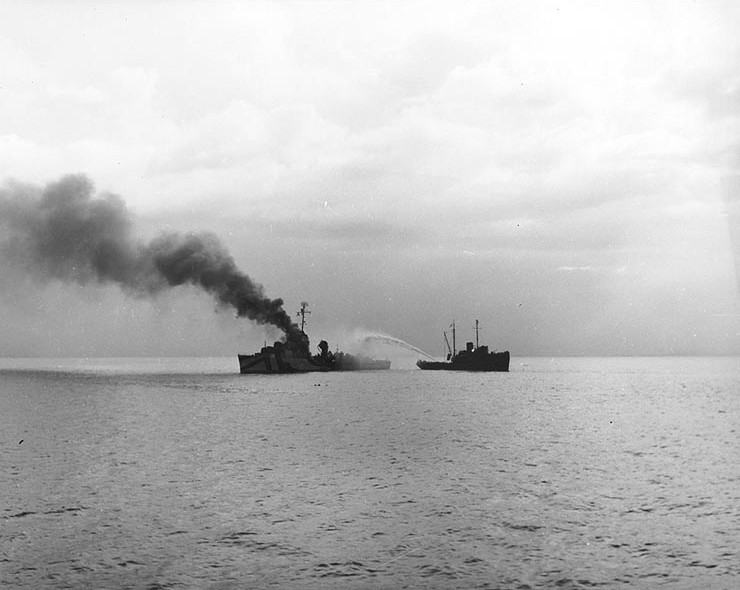
1944年12月7日美軍拉姆森號驅逐艦在被神風特別攻擊隊攻擊後正炮轟奧爾莫克灣，在炮轟中正拖曳該艦的可能是美軍ATR-31軍艦

1944年12月5日，美國海軍陸戰隊在奧爾莫克以南27英哩(43 公里)的聖佩德羅灣登陸，登陸船及支援艦艇一直遭到神風特別攻擊隊的空中攻擊，15艘登陸船被擊沉及驅逐艦馬格福特號和USS 德雷頓號被擊傷，約有50名兵員傷亡。
12月7日，美軍第77步兵師在安德魯·D·布魯斯少將的指揮下在奧爾莫克以南3.5英哩(5.5 公里)的阿爾布里亞實施登陸，第77步兵師的第305、第306及第307步兵團在登陸時沒有遇到抵抗，但海軍艦隻則受到神風特別攻擊隊的空中攻擊，損失了驅逐艦瓦德號及馬漢號。

### 其它行動

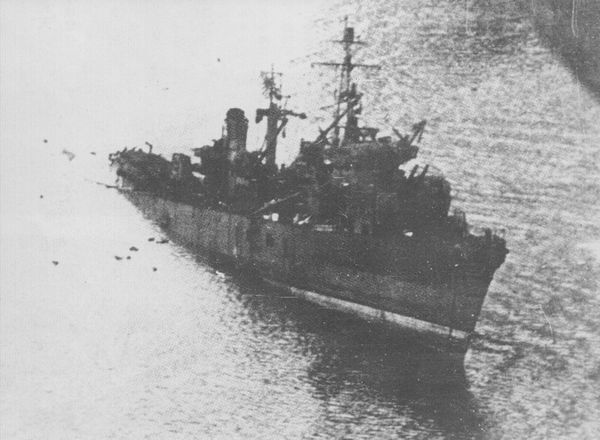
參加第8次作戰的第11號運輸艦坐灘

多號第8次作戰所有5艘運輸艦在12月7日被飛機炸沉，負責護航的驅逐艦梅號及杉號被擊傷。

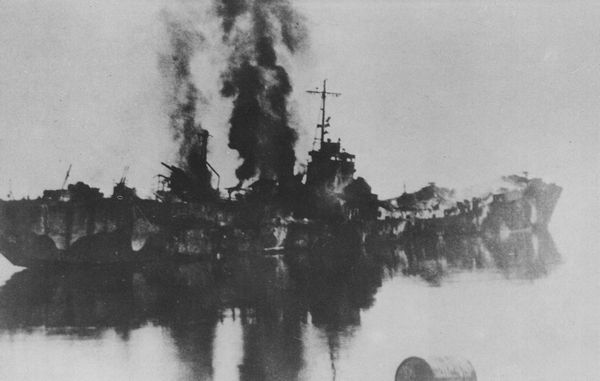
參加第9次作戰的第159號運輸艦中彈起火

多號第9次作戰運輸艦隊在12月11日進入奧爾莫克灣及卸載登陸部隊，但2艘護航驅逐艦夕月號和卯月號被擊沉，第3艘的桐號被擊傷。

## 總結
通過這一系列在奧爾莫克灣的戰鬥，美國海軍最終能阻止日軍對在雷伊泰島的守軍提供補給及增援，對島上的戰事作出了明顯的貢獻，最終在奧爾莫克灣被擊沉的船隻是: 美國 — 3艘驅逐艦及1艘快速船隻加2艘登陸艦；日本 — 6艘驅逐艦、20艘小型船隻、1艘潛艇、1艘巡邏艇及3艘護航船隻。
歷史學家艾雲·卡比斯爭論著海軍歷史學家忽視了這些戰鬥的重要性，他寫道：
最終，他們在奧爾莫克灣戰役最終使雷伊泰及其整個海灣地區被置於盟軍控制之下，從1944年11月11日至12月21日，第3艦隊的航空母艦艦載機、海軍的戰鬥轟炸機、美軍第77步兵師及美軍第1騎兵師的夾擊加上混雜的驅逐艦、登陸艦及魚雷快艇因為一系列的小衝突及晚上突襲而被孤立，而因為惡劣的天氣令地面上的行動幾乎變成不可能。

## 附錄
1. 1 2  Anderson, Charles R. . The U.S. Army Campaigns of World War II. U.S. Army Center for Military History.   [2006-05-25]. （原始内容存档于2007-12-12）.
2. 1 2 3 4  .   [2006-01-06]. （原始内容存档于2020-12-01）.
3. ↑  Allyn D. Nevitt. .   [2006-01-06]. （原始内容存档于2006-02-09）.
4. ↑  US Department of the Navy: Naval Historical Center. .   [2006-01-06]. （原始内容存档于2005-05-10）.
5. ↑  Allyn D. Nevitt. .   [2006-01-06]. （原始内容存档于2005-12-03）.
6. ↑  US Department of the Navy: Naval Historical Center. .   [2006-01-06]. （原始内容存档于2005-03-21）.
7. ↑  US Department of the Navy: Naval Historical Center. .   [2006-01-06]. （原始内容存档于2005-12-03）.
8. ↑  US Department of the Navy: Naval Historical Center. .   [2006-01-06]. （原始内容存档于2005-11-29）.
9. ↑  Kappes, Irwin J. .   [2006-01-06].[永久]

## 外部連結
- Task Force 38 （页面存档备份，存于）